# Marie Davidsen
Marie Skurtveit Davidsen (Bergen, 20 augustus 1993) is een Noorse handbalspeler die onder contract staat bij de Roemeense eersteklasser CSM Bucuresti.

## Carrière

### Club
Marie Davidsen begon met handbal bij Nordre Holsnøy IL en speelde later in haar jeugd voor Salhus, Bjørnar en Viking TIF. In 2012 werd ze door de Noorse eersteklasser Tertnes IL aangetrokken. In de jaren dat ze bij Tertnes speelde kreeg ze, met uitzondering van het seizoen 2018/19, elk seizoen speeltijd in een Europacupwedstrijd. Met het U20 team van Ternes won ze in 2012 de Norgesmesterskap. In de zomer van 2019 verkaste ze naar de Duitse Bundesliga-club Thüringer HC, waar ze 2 seizoenen speelde. In de zomer van 2021 werd ze aangetrokken door de Roemeense eersteklasser CSM Bucuresti. Met die club won ze in 2022 de Roemeense beker.

### Nationaal team
Davidsen speelde op 7 en 8 oktober 2016 twee wedstrijden voor het Noorse B-elftal. Bijna drie jaar later stond Davidsen weer tussen de palen van het B-elftal, waarvoor ze tot nu toe negen wedstrijden speelde. Op 2 maart 2022 maakte ze haar internationale debuut voor nationale team in een wedstrijd tegen Montenegro.